# Den sista enhörningen
Den sista enhörningen (engelska: The Last Unicorn) är en amerikansk-japansk animerad film från 1982. Den är baserad på Peter S. Beagles roman Sagan om enhörningen. Filmen producerades av den japanska animationsstudion Topcraft efter Rankin/Bass-ledning. Filmen visades i en svenskdubbad version på TV3 julen 1989.

## Handling
En enhörning får veta att hon kan vara den sista enhörningen i världen och beslutar sig för att ta reda på vad som har hänt med de andra enhörningarna.
Hon får reda från en fjäril att en röd tjur har tagit dem till världens ände. På sin väg lär hon känna Schmendrick och Molly Grue. Deras sökande leder dem till kung Haggards slott. 

## Röster i urval
- Alan Arkin - Schmendrick
- Jeff Bridges - prins Lir
- Mia Farrow - Enhörning / Amalthea
- Tammy Grimes - Molly Grue
- Robert Klein - Fjärilen
- Angela Lansbury - Mommy Fortuna
- Christopher Lee - kung Haggard

## Musik
Musiken och sångtexterna är skrivna av Jimmy Webb. 

### Sånger
1. "The Last Unicorn"
2. "Man's Road"
3. "Man's Road (Reprise)"
4. "In The Sea"
5. "Now That I'm A Woman"
6. "That's All I've Got To Say"
7. "The Last Unicorn (Finale)"

## Produktion
Filmen producerades av japanska studion Topcraft. Två år senare var studion ansvarig för produktionen av Hayao Miyazakis Nausicaä från Vindarnas dal, och efter framgången med den filmen övergick större delen av studion 1985 till det nybildade Studio Ghibli.